# Canton de Jarny
Le canton de Jarny est une circonscription électorale française du département de  Meurthe-et-Moselle.

## Histoire
Un nouveau découpage territorial de Meurthe-et-Moselle entre en vigueur à l'occasion des élections départementales de 2015. Il est défini par le décret du 26 février 2014, en application des lois du 17 mai 2013 (loi organique 2013-402 et loi 2013-403). Les conseillers départementaux sont, à compter de ces élections, élus au scrutin majoritaire binominal mixte. Les électeurs de chaque canton élisent au Conseil départemental, nouvelle appellation du Conseil général, deux membres de sexe différent, qui se présentent en binôme de candidats. Les conseillers départementaux sont élus pour 6 ans au scrutin binominal majoritaire à deux tours, l'accès au second tour nécessitant 12,5 % des inscrits au 1er tour. En outre la totalité des conseillers départementaux est renouvelée. Ce nouveau mode de scrutin nécessite un redécoupage des cantons dont le nombre est divisé par deux avec arrondi à l'unité impaire supérieure si ce nombre n'est pas entier impair, assorti de conditions de seuils minimaux. En Meurthe-et-Moselle, le nombre de cantons passe ainsi de 44 à 23.
Le canton de Jarny est formé de communes des anciens cantons de Conflans-en-Jarnisy (16 communes), de Homécourt (9 communes) et de Chambley-Bussières (9 communes). Il est entièrement inclus dans l'arrondissement de Briey. Le bureau centralisateur est situé à Jarny.

## Représentation
| Période élective | Période élective | Mandat | Mandat   | Identité            | Nuance | Nuance | Qualité |
| ---------------- | ---------------- | ------ | -------- | ------------------- | ------ | ------ | --- |
| 2015             | 2021             | 2015   | 2021     | Jean-Pierre Minella |        | PCF    | Ancien dirigeant de la fédération CGT des mineurs Maire d'Homécourt (1986-2020) Ancien conseiller général du canton d'Homécourt (1985-2015) 12e vice-président délégué au tourisme et au devoir de mémoire. |
| 2015             | 2021             | 2015   | 2021     | Manuela Ribeiro     |        | EELV   | Professeure de lycée Maire de Brainville (depuis 2020) |
| 2021             | 2028             | 2021   | en cours | Jacky Zanardo       |        | PCF    | Ancien cadre Maire de Jarny (depuis 2001) 6e Vice-Président du conseil départemental, délégué à la jeunesse et à l'éducation                                                                                |
| 2021             | 2028             | 2021   | en cours | Caroline Fiat       |        | LFI    | Salariée du secteur médical Députée de Meurthe-et-Moselle ( 2017-2024) |

### Résultats détaillés

#### Élections de mars 2015
À l'issue du 1er tour des élections départementales de 2015, deux binômes sont en ballottage : Frédéric Dawiskiba et Joëlle Maltry (FN, 32,5 %) et Jean-Pierre Minella et Manuela Ribeiro (DVG, 30,95 %). Le taux de participation est de 43,69 % (12 129 votants sur 27 759 inscrits) contre 48,16 % au niveau départemental et 50,17 % au niveau national.
Au second tour, Jean-Pierre Minella et Manuela Ribeiro (DVG) sont élus avec 57,54 % des suffrages exprimés et un taux de participation de 44,25 % (6 403 voix pour 12 272 votants et 27 733 inscrits).

#### Élections de juin 2021
Le premier tour des élections départementales de 2021 est marqué par un très faible taux de participation (33,26 % au niveau national). Dans le canton de Jarny, ce taux de participation est de 23,43 % (6 315 votants sur 26 952 inscrits) contre 29,74 % au niveau départemental. À l'issue de ce premier tour, deux binômes sont en ballottage : Caroline Fiat et Jacky Zanardo (Union à gauche avec des écologistes, 48,97 %) et Anne Fricquegnon et Luigi Mucci (RN, 31,24 %).
Le second tour des élections est marqué une nouvelle fois par une abstention massive équivalente au premier tour. Les taux de participation sont de 34,36 % au niveau national, 30,76 % dans le département et 23,51 % dans le canton de Jarny. Caroline Fiat et Jacky Zanardo (Union à gauche avec des écologistes) sont élus avec 64,49 % des suffrages exprimés (3 711 voix pour 6 337 votants et 26 954 inscrits),,.

## Composition
Le canton de Jarny comprend trente-quatre communes entières.
| Nom                           | Code Insee | Intercommunalité             | Superficie (km2) | Population (dernière pop. légale) | Densité (hab./km2) | Modifier                                    |
| ----------------------------- | ---------- | ---------------------------- | ---------------- | --------------------------------- | ------------------ | ------------------------------------------- |
| Jarny (bureau centralisateur) | 54273      | CC Orne Lorraine Confluences | 15,60            | 8 090 (2022)                      | 519                | modifier les données · modifier les données |
| Allamont                      | 54009      | CC Orne Lorraine Confluences | 9,06             | 159 (2022)                        | 18                 | modifier les données · modifier les données |
| Auboué                        | 54028      | CC Orne Lorraine Confluences | 4,54             | 2 641 (2022)                      | 582                | modifier les données · modifier les données |
| Batilly                       | 54051      | CC Orne Lorraine Confluences | 6,37             | 1 315 (2022)                      | 206                | modifier les données · modifier les données |
| Boncourt                      | 54082      | CC Orne Lorraine Confluences | 6,73             | 176 (2022)                        | 26                 | modifier les données · modifier les données |
| Brainville                    | 54093      | CC Orne Lorraine Confluences | 9,92             | 169 (2022)                        | 17                 | modifier les données · modifier les données |
| Bruville                      | 54103      | CC Orne Lorraine Confluences | 10,81            | 218 (2022)                        | 20                 | modifier les données · modifier les données |
| Chambley-Bussières            | 54112      | CC Mad et Moselle            | 19,25            | 732 (2022)                        | 38                 | modifier les données · modifier les données |
| Conflans-en-Jarnisy           | 54136      | CC Orne Lorraine Confluences | 8,71             | 2 378 (2022)                      | 273                | modifier les données · modifier les données |
| Dampvitoux                    | 54153      | CC Mad et Moselle            | 9,19             | 57 (2022)                         | 6,2                | modifier les données · modifier les données |
| Doncourt-lès-Conflans         | 54171      | CC Orne Lorraine Confluences | 7,34             | 1 120 (2022)                      | 153                | modifier les données · modifier les données |
| Friauville                    | 54213      | CC Orne Lorraine Confluences | 6,34             | 369 (2022)                        | 58                 | modifier les données · modifier les données |
| Giraumont                     | 54227      | CC Orne Lorraine Confluences | 7,63             | 1 370 (2022)                      | 180                | modifier les données · modifier les données |
| Hagéville                     | 54244      | CC Mad et Moselle            | 8,94             | 110 (2022)                        | 12                 | modifier les données · modifier les données |
| Hannonville-Suzémont          | 54249      | CC Mad et Moselle            | 8,68             | 257 (2022)                        | 30                 | modifier les données · modifier les données |
| Hatrize                       | 54253      | CC Orne Lorraine Confluences | 7,40             | 806 (2022)                        | 109                | modifier les données · modifier les données |
| Homécourt                     | 54263      | CC Orne Lorraine Confluences | 4,44             | 6 250 (2022)                      | 1 408              | modifier les données · modifier les données |
| Jeandelize                    | 54277      | CC Orne Lorraine Confluences | 6,75             | 369 (2022)                        | 55                 | modifier les données · modifier les données |
| Jouaville                     | 54283      | CC Orne Lorraine Confluences | 11,32            | 280 (2022)                        | 25                 | modifier les données · modifier les données |
| Labry                         | 54286      | CC Orne Lorraine Confluences | 5,95             | 1 564 (2022)                      | 263                | modifier les données · modifier les données |
| Mars-la-Tour                  | 54353      | CC Mad et Moselle            | 12,64            | 885 (2022)                        | 70                 | modifier les données · modifier les données |
| Moineville                    | 54371      | CC Orne Lorraine Confluences | 8,12             | 1 097 (2022)                      | 135                | modifier les données · modifier les données |
| Moutiers                      | 54391      | CC Orne Lorraine Confluences | 6,82             | 1 591 (2022)                      | 233                | modifier les données · modifier les données |
| Olley                         | 54408      | CC Orne Lorraine Confluences | 9,48             | 223 (2022)                        | 24                 | modifier les données · modifier les données |
| Puxe                          | 54440      | CC Orne Lorraine Confluences | 5,89             | 112 (2022)                        | 19                 | modifier les données · modifier les données |
| Puxieux                       | 54441      | CC Mad et Moselle            | 5,67             | 221 (2022)                        | 39                 | modifier les données · modifier les données |
| Saint-Ail                     | 54469      | CC Orne Lorraine Confluences | 7,38             | 438 (2022)                        | 59                 | modifier les données · modifier les données |
| Saint-Julien-lès-Gorze        | 54477      | CC Mad et Moselle            | 10,38            | 162 (2022)                        | 16                 | modifier les données · modifier les données |
| Saint-Marcel                  | 54478      | CC Orne Lorraine Confluences | 11,35            | 150 (2022)                        | 13                 | modifier les données · modifier les données |
| Sponville                     | 54511      | CC Mad et Moselle            | 7,20             | 108 (2022)                        | 15                 | modifier les données · modifier les données |
| Tronville                     | 54535      | CC Mad et Moselle            | 7,00             | 195 (2022)                        | 28                 | modifier les données · modifier les données |
| Valleroy                      | 54542      | CC Orne Lorraine Confluences | 12,26            | 2 355 (2022)                      | 192                | modifier les données · modifier les données |
| Ville-sur-Yron                | 54581      | CC Orne Lorraine Confluences | 11,30            | 296 (2022)                        | 26                 | modifier les données · modifier les données |
| Xonville                      | 54599      | CC Mad et Moselle            | 7,27             | 104 (2022)                        | 14                 | modifier les données · modifier les données |
| Canton de Jarny               | 5404       |                              | 297,73           | 36 367 (2022)                     | 122                | modifier les données                        |

## Démographie
En 2022, le canton comptait 36 367 habitants, en évolution de −0,18 % par rapport à 2016 (Meurthe-et-Moselle : −0,13 %, France hors Mayotte : +2,11 %).
| 2013   | 2018   | 2022   |
| ------ | ------ | ------ |
| 36 722 | 36 402 | 36 367 |